# 松浦警察署

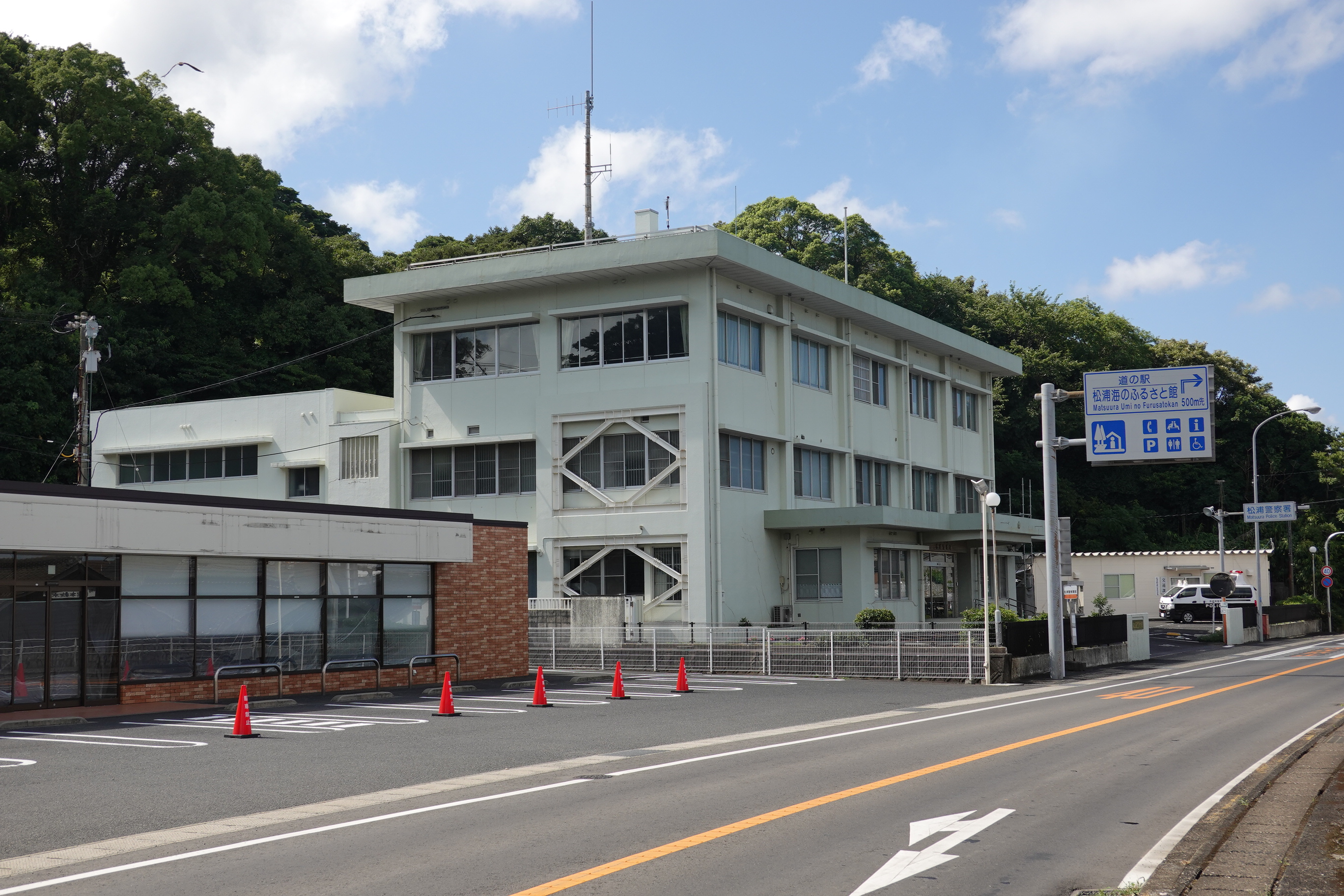
松浦警察署

松浦警察署（まつうらけいさつしょ）は、長崎県警察が設置している警察署の一つである。

## 所在地
- 〒859-4507　長崎県松浦市志佐町庄野免131番地

## 管轄区域
- 松浦市の全域。

## 沿革
- 1879年（明治12年）：平戸警察署志佐巡査出張所が設置され、ほどなく平戸署志佐分署に昇格する。
- 1925年（大正15年）7月：独立して志佐警察署となる。管轄区域は現在と同じ。
- 1936年（昭和11年）10月：現在地へ移転。
- 1948年（昭和23年）2月1日：自治体警察として志佐町警察署・今福町警察署・調川村警察署が設置される。他の区域は国家地方警察長崎県本部北松地区警察署の管轄下となる。
- 1951年（昭和26年）10月1日：志佐町署廃止、国警志佐地区警察署を設置。
- 1954年（昭和29年）7月1日：国警志佐地区警察署を廃止、長崎県警志佐警察署を設置。
- 1955年（昭和30年）4月5日：合併で松浦市が発足したのに伴い松浦警察署に改称。
- 1979年（昭和54年）9月1日：現在の庁舎に改築される。

## 内部組織[1]
- 警務課
  - 警務係
- 会計課
  - 会計係
- 刑事生活安全課
  - 捜査係
  - 鑑識係
  - 生活安全係
- 地域交通課
  - 企画指導係
  - 地域第一係
  - 地域第二係
  - 地域第三係
  - 交通係
- 警備課
  - 警備係

## 交番
- 今福交番（松浦市今福町浦免422番地7）

## 駐在所
カッコ内は所在地（すべて松浦市）。
- 上志佐警察官駐在所（松浦市志佐町笛吹免1058番地）
- 御厨町警察官駐在所（松浦市御厨町里免561番地10）
- 星鹿町警察官駐在所（松浦市星鹿町下田免465番地）
- 鷹島警察官駐在所（松浦市鷹島町中通免305番地）
- 福島警察官駐在所（松浦市福島町塩浜免2944番地27）

平成18年以降廃止された駐在所
- 調川町警察官駐在所（松浦市調川町下免695番地65）今福交番に統合廃止
- 今福町警察官駐在所（松浦市今福町浦免422番地7）交番昇格に伴い廃止

## 警備艇
- つる （4.50t）